# 吉斯许布尔
吉斯许布尔是奥地利下奥地利州默德灵县的一个市镇。总面积3.89平方公里，总人口1907人，人口密度490.2人/平方公里（2005年）。